# Municipio de Minnie Lake
El municipio de Minnie Lake (en inglés: Minnie Lake Township) es un municipio ubicado en el condado de Barnes en el estado estadounidense de Dakota del Norte. En el año 2010 tenía una población de 50 habitantes y una densidad poblacional de 0,53 personas por km².

## Geografía
El municipio de Minnie Lake se encuentra ubicado en las coordenadas 47°6′52″N 97°45′41″O / 47.11444, -97.76139. Según la Oficina del Censo de los Estados Unidos, el municipio tiene una superficie total de 93.6 km², de la cual 93,58 km² corresponden a tierra firme y (0,03 %) 0,03 km² es agua.

## Demografía
Según el censo de 2010, había 50 personas residiendo en el municipio de Minnie Lake. La densidad de población era de 0,53 hab./km². De los 50 habitantes, el municipio de Minnie Lake estaba compuesto por el 98 % blancos, el 2 % eran de otras razas. Del total de la población el 2 % eran hispanos o latinos de cualquier raza.